# Maxanapis bell
Maxanapis bell är en spindelart som beskrevs av Norman I. Platnick och Forster 1989. Maxanapis bell ingår i släktet Maxanapis och familjen Anapidae.
Artens utbredningsområde är Queensland. Inga underarter finns listade i Catalogue of Life.